# Amphimela
Amphimela  (лат.) — род жуков-листоедов (Chrysomelidae) из трибы земляные блошки (Alticini, Galerucinae). Тропики Старого Света: Афротропика (35 видов), Мадагаскар, Австралия, Восточная Палеарктика, Юго-Восточная Азия. Обладают прыгательными задними ногами с утолщёнными бёдрами. Усики 11-члениковые. Фронтальные валики отсутствуют. Пронотум суживается кпереди. Пространство между бороздками надкрылий плотно пунктированное. Вид Amphimela bryanti  питается растениями Bersama семейства Медовиковые (Melianthaceae). Вид A. citri известен как вредитель цитрусовых в Западной Африке
.